# André Cade
 (novembre 2024).
Si vous disposez d'ouvrages ou d'articles de référence ou si vous connaissez des sites web de qualité traitant du thème abordé ici, merci de compléter l'article en donnant les références utiles à sa vérifiabilité et en les liant à la section « Notes et références ».
André Cade, né le 1er juillet 1874 à Bourg-Saint-Andéol et mort le 16 mars 1961 à Lyon, est un médecin français, spécialiste de pathologie générale et de gastro-entérologie.
Il est l’auteur du Précis des maladies de l’estomac et de l’intestin (1910), premier ouvrage français dédié à cette spécialité.

## Biographie
André Marie Alphonse Octave Cade grandit à Avignon en Ardèche. Il est issu d’une lignée de médecins sur plusieurs générations.Après des études secondaires au collège des jésuites Saint-Joseph, où son père, Edmé, exerçait, il s’installe à Lyon pour y mener toute sa carrière médicale.
Externe des hôpitaux en 1892, il devient interne en 1895 et soutient sa thèse en 1900, consacrée à l’histologie des glandes gastriques, sous la direction du professeur Joseph Renaut.

## Parcours professionnel et scientifique
André Cade se distingue d'abord en tant que clinicien, tout en développant un intérêt marqué pour l’histologie et l’anatomie pathologique. Il entame sa carrière hospitalière à Lyon en tant que chef de clinique puis chef de laboratoire auprès du professeur Adrien Bondet. Il devient médecin des hôpitaux en 1906, avant d'être l'assistant de Joseph Teissier en 1907. Cette collaboration durera jusqu'à sa nomination comme professeur de pathologie générale et thérapeutique en 1925.
Il est agrégé depuis 1910, soutenant une thèse sur l'Étude de la constitution histologique normale et de quelques variations fonctionnelles et expérimentales des éléments sécréteurs des glandes gastriques du fond chez les animaux mammifères.À cette époque, il tisse des liens avec le Dr Genty, futur bibliothécaire de l’Académie nationale de médecine. Il conserve cette chaire, renommée en 1934, jusqu’à sa retraite en 1941.
Il est mobilisé pendant les deux guerres mondiales.

## Contributions à la gastro-entérologie
Ses premières recherches, influencées par son passage chez Renaut, portent sur l’histologie, notamment les glandes gastriques. Avec André Latarget, il étudie le "petit estomac" de Pavlov. Ses travaux en cytologie des épanchements pleuraux, notamment chez les patients cardiaques, marquent un tournant dans cette discipline. Dès 1910, il s’oriente vers la gastro-entérologie, publiant Précis des maladies de l'estomac et de l'intestin, premier ouvrage français dédié à cette spécialité.
Par la suite, ses recherches intègrent des disciplines variées : bactériologie, hématologie, radiologie et chimie. Parmi ses travaux notables, il étudie le parasitisme intestinal et le traitement de l'ulcère gastrique par l'insuline, en explorant les causes des accidents de sensibilisation liés à cette hormone. Ses découvertes permettent d’envisager l’utilisation d’insulines issues d’espèces animales différentes pour limiter les réactions allergiques.

## Engagement scientifique et culturel
Secrétaire général de l’Association des médecins de langue française, André Cade présente plusieurs communications marquantes, notamment sur les colites infectieuses aiguës  et sur les syndromes pancréatiques en collaboration avec Ravault et son fils Roger Cade (1903-1970).

Il préside plusieurs sociétés savantes, dont la Société médicale des hôpitaux de Lyon et la Société nationale de médecine. Il est élu membre correspondant national de l’Académie nationale de médecine en 1943. Il siège également au comité médical du Dispensaire Général et au conseil d’administration de la Croix-Rouge.

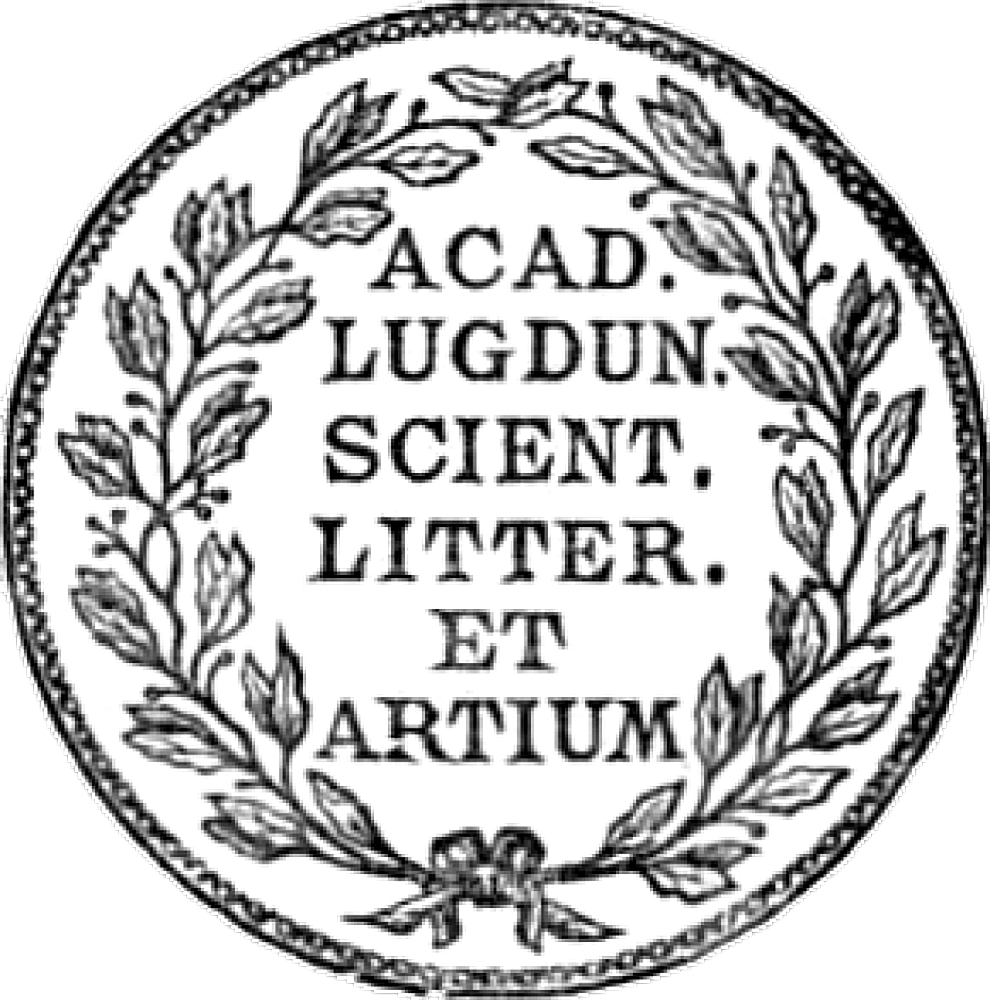
Emblème de l'Académie des sciences, belles lettres et arts de Lyon dont André Cade fut membre.

Le professeur André Cade est élu à l'Académie des sciences, belles-lettres et arts de Lyon en 1941, au fauteuil n°1 de la section 3 – Sciences, sur le rapport de Fernand Arloing, qu’il avait connu en tant que moniteur de clinique médicale auprès du professeur Teissier. Tous deux avaient été reçus à l’agrégation de médecine générale en 1910, lors d’une session marquée par de vifs incidents liés à une réforme des études médicales, ayant même entraîné l’occupation de la faculté de Paris par la garde républicaine.
Le 23 juin 1942, pour son discours de réception, André Cade, en tant que bibliophile passionné, consacre son intervention aux incunables médicaux lyonnais, imprimés entre 1473 et 1500, dont il examine en détail 32 exemplaires. Il intervient de nouveau le 20 mai 1947 pour présenter le rapport soutenant la candidature du docteur Paul Courmont.
Son éloge funèbre est prononcé le 11 avril 1961 par Henri Hermann.
Il fut aussi membre de l'Académie nationale de médecine, (1943-1961) en tant que correspondant national pour la division de médecine.
Il meurt à Lyon en 1961 à l'âge de 87 ans des suites d’une fracture du col du fémur.

## Distinctions
André Cade est fait chevalier de la Légion d’honneur en 1918, puis officier en 1936 à titre militaire. Il était par ailleurs lieutenant-colonel de réserve.